# Lehmbruck-Museum

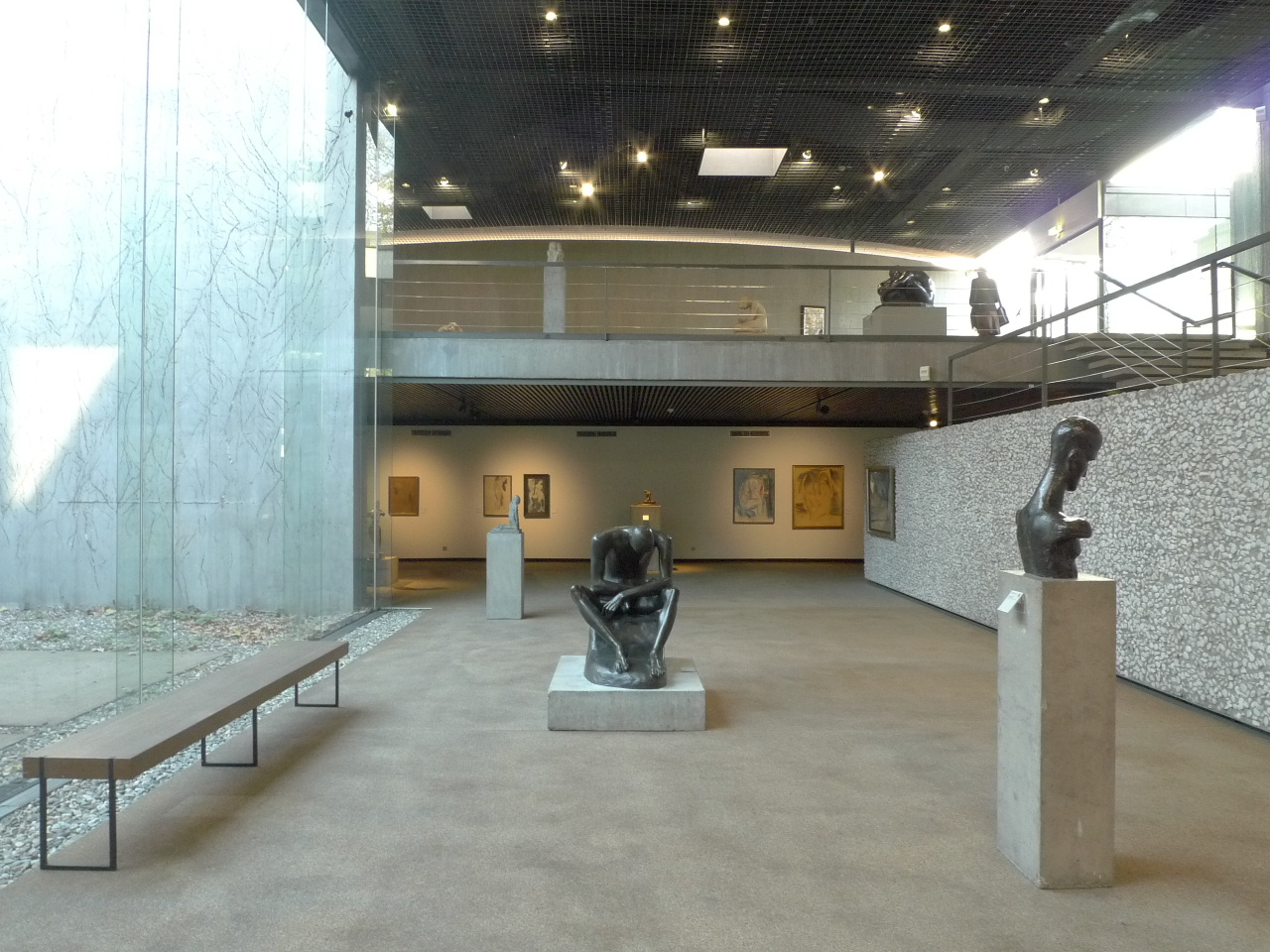
(2010)

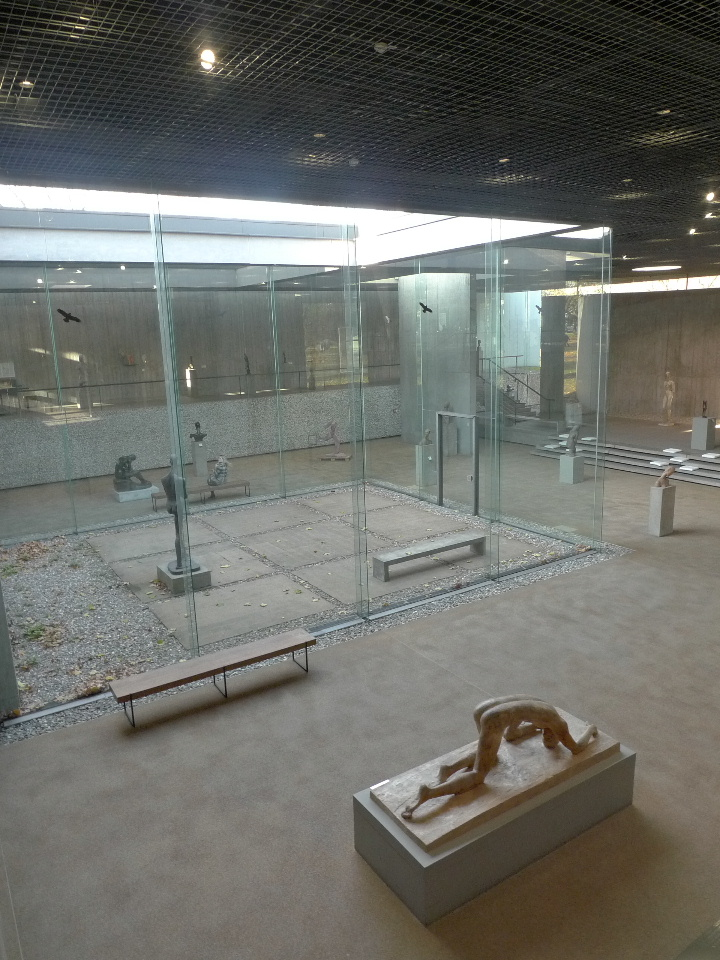
(2010)

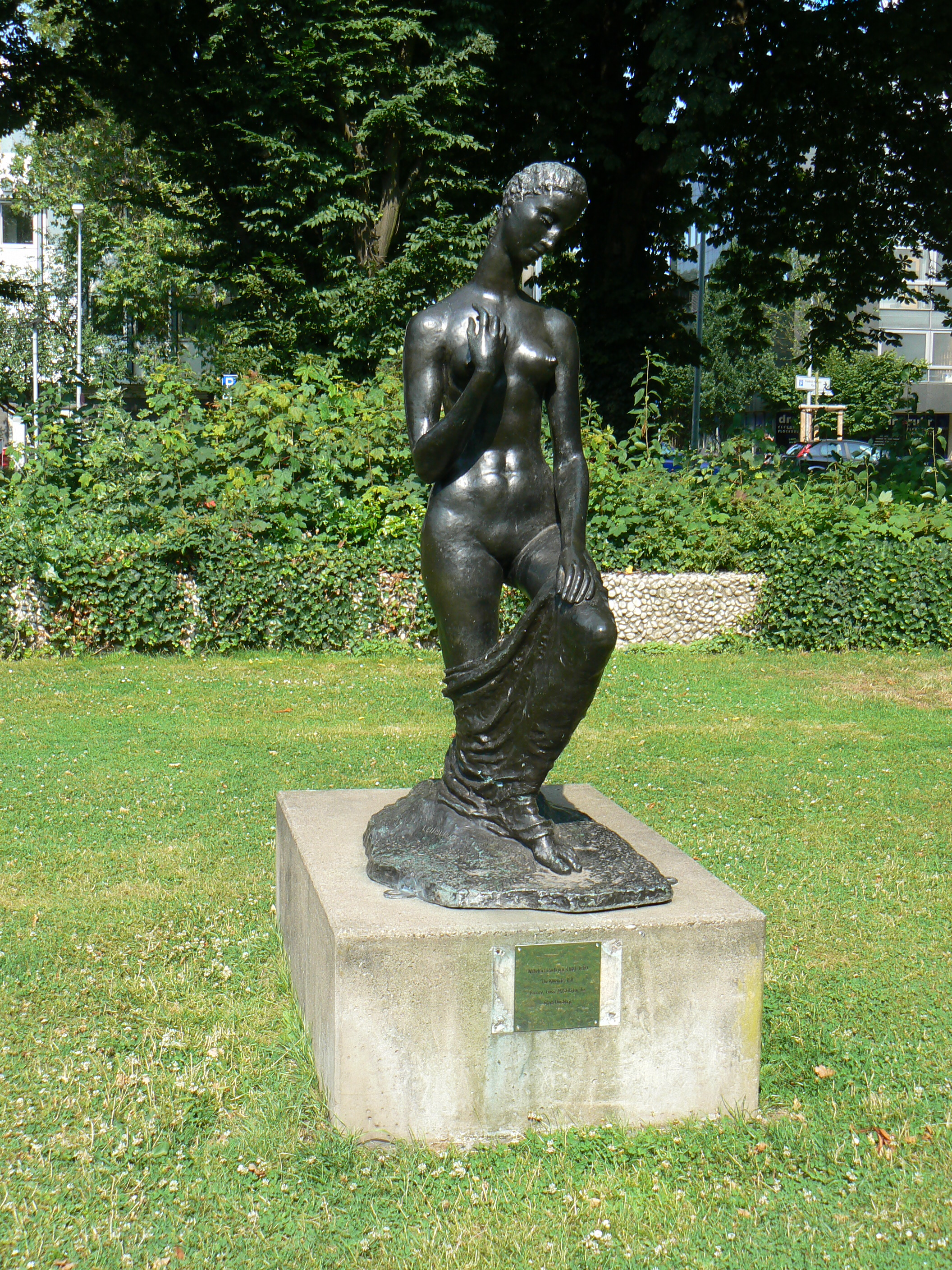
Wilhelm Lehmbruck: Die Kniende (1911)

Het Lehmbruck-Museum (officiële naam: Stiftung-Wilhelm-Lehmbruck-Museum – Zentrum Internationaler Skulptur) is een museum voor moderne kunst in de Duitse stad Duisburg. Het museum legt het accent op moderne beeldhouwkunst en werd genoemd naar de beeldhouwer Wilhelm Lehmbruck, die in 1881 in Duisburg werd geboren.
Het huidige museum komt voort uit het Duisburger Kunstmuseum, dat in 1929 werd gesticht. De nieuwbouw van het museum in 1964 aan de rand van het Kantpark in Duisburg werd ontworpen door de zoon van de kunstenaar, Manfred Lehmbruck (1913–1992), een gerenommeerd architect. Het voormalige gemeentemuseum is sinds 2000 een particulier museum gedragen door een stichting. De beeldentuin in het Kantpark, direct grenzend aan het museum, biedt op zeven hectare plaats aan moderne beeldhouwkunst in de openbare ruimte.

## De collectie
De collectie van het museum bestaat voornamelijk uit werken van de beeldhouwer Wilhelm Lehmbruck (tot de belangrijkste werken, die tot de roem van de kunstenaar hebben bijgedragen behoren Stehende weibliche Figur, Sitzender Jüngling, Emporsteigender Jüngling, Große Sinnende, Gestürzter). Voorts de sculpturen van andere Duitse) en internationale kunstenaars van de twintigste eeuw.
In de beeldenverzameling van het museum zijn vele belangrijke kunstenaars, die vrijwel alle kunststromingen van de twintigste en de eenentwintigste eeuw vertegenwoordigen, aanwezig:
- Alexander Archipenko
- Ernst Barlach
- Rudolf Belling
- Joseph Beuys
- Hermann Blumenthal
- Reg Butler: Torso Summer (1955)
- Abraham David Christian
- Emil Cimiotti
- Salvador Dalí
- Raymond Duchamp-Villon
- Max Ernst
- Naum Gabo
- Karl Hartung
- Paul Joostens
- Käthe Kollwitz
- Henri Laurens: Der Clown (1916)
- Jacques Lipchitz : Sitzender Mann mit Gitarre (1918)
- René Magritte
- Laszlo Péri: Raumkonstuktionen (1924)
- Antoine Pevsner
- Pablo Picasso
- Erich Reusch: Pigmentkubus (1970)
- Germaine Richier: La Toupie (1953)
- Aleksandr Rodtsjenko
- Toni Stadler
- Hans Uhlmann

Daarnaast beschikt het museum over een collectie Duitse schilderkunst van de late negentiende en de twintigste eeuw, zoals schilderijen van de kunstenaars van Die Brücke als Ernst Ludwig Kirchner, Erich Heckel, Karl Schmidt-Rottluff, Max Pechstein en Otto Mueller, alsmede schilderijen van expressionisten als August Macke, Alexej von Jawlensky, Oskar Kokoschka, Emil Nolde, Heinrich Campendonk, Christian Rohlfs en Johannes Molzahn. Schilderijen van de Bauhaus-school (Max Beckmann, Ernst Wilhelm Nay), plus fotografie en grafiek completeren de verzameling.

## Het beeldenpark
Het beroemdste beeld van Lehmbruck werd Die Kniende uit 1911. Het beeld werd in de jaren twintig in de Duisburgse Tonhallentuin opgesteld en veroorzaakte onder de Duisburgse bevolking een georkestreerd gevoel van schaamte. Een lokale krant riep destijds op het onzedelijke Schandmal met geweld te verwijderen. In de nacht van 27 op 28 juli 1927 werd het beeld door vier jonge kooplieden zwaar beschadigd. Het nazi-regime brandmerkte het beeld als entartete Kunst.